# Syzygium tontoutaense
Syzygium tontoutaense är en myrtenväxtart som beskrevs av J.W.Dawson. Syzygium tontoutaense ingår i släktet Syzygium och familjen myrtenväxter. Inga underarter finns listade i Catalogue of Life.